# Barragem de Kokaral
Kokaral (em cazaque: Көкарал, Kökaral significa Ilha Verde) foi até 1973 uma ilha no Cazaquistão, na parte norte do Mar de Aral. Tinha uma área de 273 km2 (1960), e seu ponto mais alto era o morro de 163 metros de altura chamado Daut. Na sua costa norte situavam-se as aldeias piscatórias de Kokaral, Avan e Akbasty.
Devido ao encolhimento do Mar de Aral, a ilha tornou-se conectada ao continente na década de 1960 em sua extremidade ocidental e tornou-se a Península de Kokaral. A partir de 1987, tornou-se ligada às terras circundantes também na sua extremidade oriental, sobre o Estreito de Berg, transformando a península num istmo que separa o Mar de Aral do Norte e o Mar de Aral do Sul.
Em 2005, foi concluído o Dique Kokaral, do outro lado do Estreito de Berg. O dique impede que a água do Mar de Aral do Norte transborde para o Mar de Aral do Sul e, assim, contribui para manter e aumentar o nível da água no mar do norte.